# Ryszard Olszewski
Ryszard Jan Olszewski, né le 7 juin 1932 à Inowrocław en Pologne et mort le 2 février 2020 à Toruń (Pologne), est un joueur polonais de basket-ball.